# Alchemilla mystrostigma
Alchemilla mystrostigma é uma espécie de rosácea do gênero Alchemilla, pertencente à família Rosaceae.